# Ugolino Martelli
Ugolino Martelli (Firenze, 1519 – Empoli, 1592. november 1.) itáliai humanista tudós, korának egyik legnevesebb költője, katolikus püspök. 

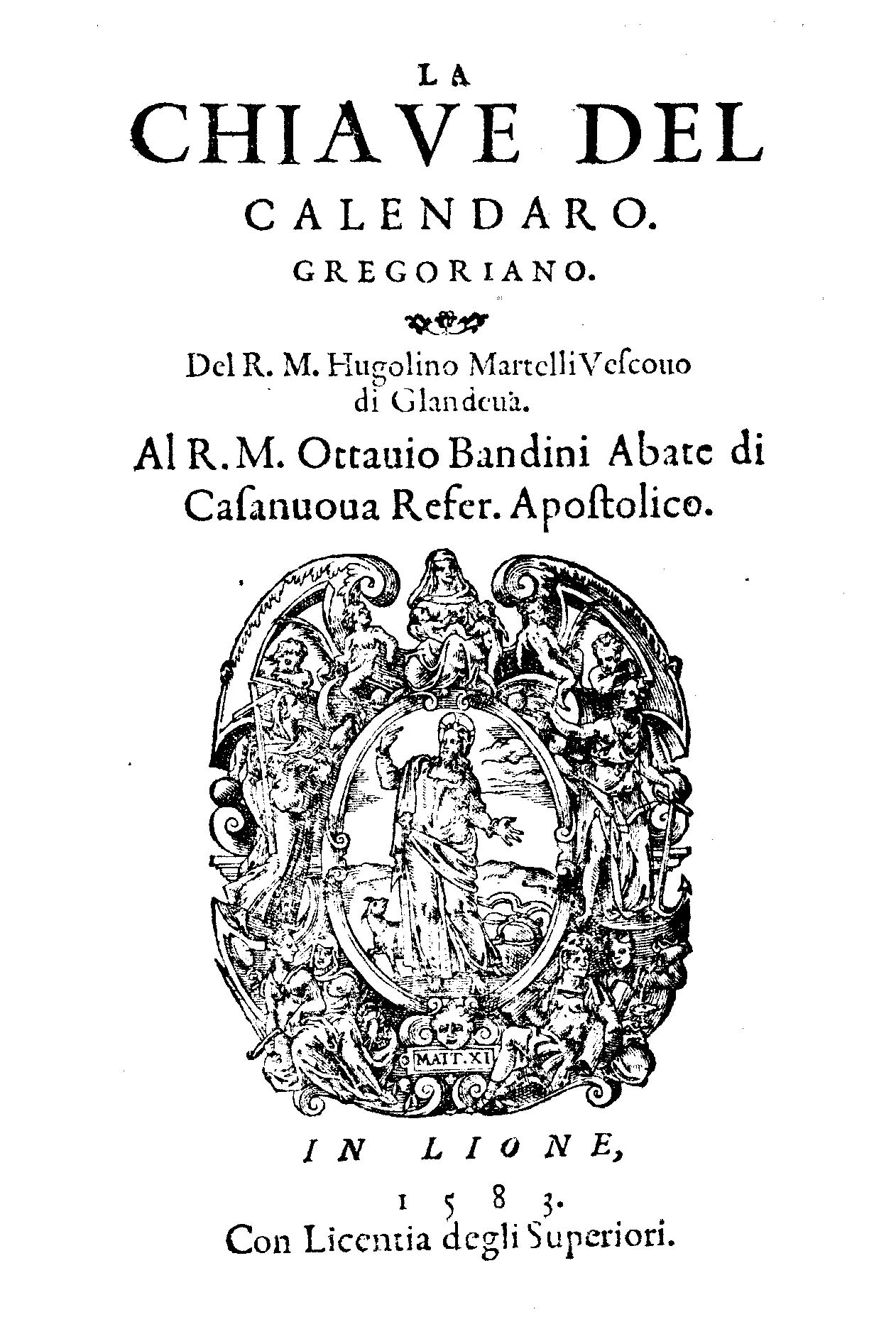
Chiave del calendaro gregoriano, 1583

Martelli 1544-ben a Firenzei Akadémia konzulja, majd 1572-ben a francia Provence püspöke lett. Hat esztendővel később a hugenották elől az Empoli melletti Vitianába menekült, ahol villájába visszavonulva az írásnak szentelte magát. 
Jacopo Pontormo, a manierizmus egyik jellegzetes alakja festett róla portrét.